# Henryk Bolcewicz
Henryk Bolcewicz (ur. 12 września 1919 w Petersburgu, zm. 22 kwietnia 2013 w Newark-on-Trent) – chorąży pilot Wojska Polskiego, kawaler Virtuti Militari.

## Życiorys
Po ukończeniu Szkoły Handlowej wstąpił w 1936 roku do Szkoły Podoficerów Lotnictwa dla Małoletnich w Bydgoszczy. Po jej ukończeniu w 1939 roku został przydzielony do 151 eskadry myśliwskiej w Lidzie.
1 sierpnia został przeniesiony do 53 eskadry obserwacyjnej i w jej składzie walczył podczas kampanii wrześniowej. 3 września, podczas lotu z kpt. obs. Marianem Kucharskim, jego samolot został zaatakowany przez 3 samoloty myśliwskie Messerschmitt Bf 109. Pilotowi udało się wymanewrować myśliwce i powrócić na macierzyste lotnisko.
Po ataku ZSRR na Polskę 17 września przekroczył w Czerniowcach granicę z Rumunią. 13 grudnia dotarł do Marsylii i został skierowany do Ośrodka Wyszkolenia Załóg w Caen, gdzie szkolił się w pilotażu bombowców Lioré et Olivier LeO 451.
Po upadku Francji został ewakuowany do Wielkiej Brytanii, wstąpił do Polskich Sił Powietrznych i otrzymał numer służbowy RAF 782241. 26 czerwca 1940 roku trafił do Bazy Lotnictwa Polskiego w Blackpool, a 15 lipca został skierowany do 12 Operational Training Unit (OTU) w Benson. Po jego ukończeniu został w kwietniu 1941 roku przydzielony do 301 dywizjonu bombowego. W jego składzie wykonał ok. 20 lotów bojowych. 8 listopada wystartował do nalotu na Mannheim. Pilotował bombowiec Vickers Wellington (nr ser. Z1277, znaki GR-Z) z załogą: pilot Sgt Zygmunt Lenczewski, obserwator F/O Włodzimierz Kolanowski, radiooperator Sgt Albert Szczepanowski, strzelec Sgt Bolesław Wróblewski oraz strzelec Sgt Tadeusz Moryń. Z powodu uszkodzeń odniesionych nad celem ich samolot lądował awaryjnie w okolicach Maldegem. Załoga wyszła z lądowania bez szwanku, samolot dostał się w ręce Niemców i był później użytkowany przez Luftwaffe.
Po zakończeniu działań wojennych nie zdecydował się na powrót do komunistycznej Polski i pozostał na emigracji w Wielkiej Brytanii. Ukończył kurs kreślarski i pracował na kierowniczych stanowiskach w przemyśle, z żoną June mieszkał w Lincoln. Działał społecznie – był Przewodniczącym Zarządu Koła Stowarzyszenia Lotników Polskich w Lincoln. Był również członkiem Rady SLP w Wielkiej Brytanii i wiceprezesem SLP.
Zmarł 22 kwietnia 2013 roku. Został pochowany na Newark Cemetery.

## Ordery i odznaczenia
Był odznaczony:
- Srebrnym Krzyżem Orderu Virtuti Militari nr 9230,
- Krzyżem Walecznych – trzykrotnie
- Medalem Lotniczym,
- Polowym Znakiem Pilota.